# Galerijgraf (Duitsland)

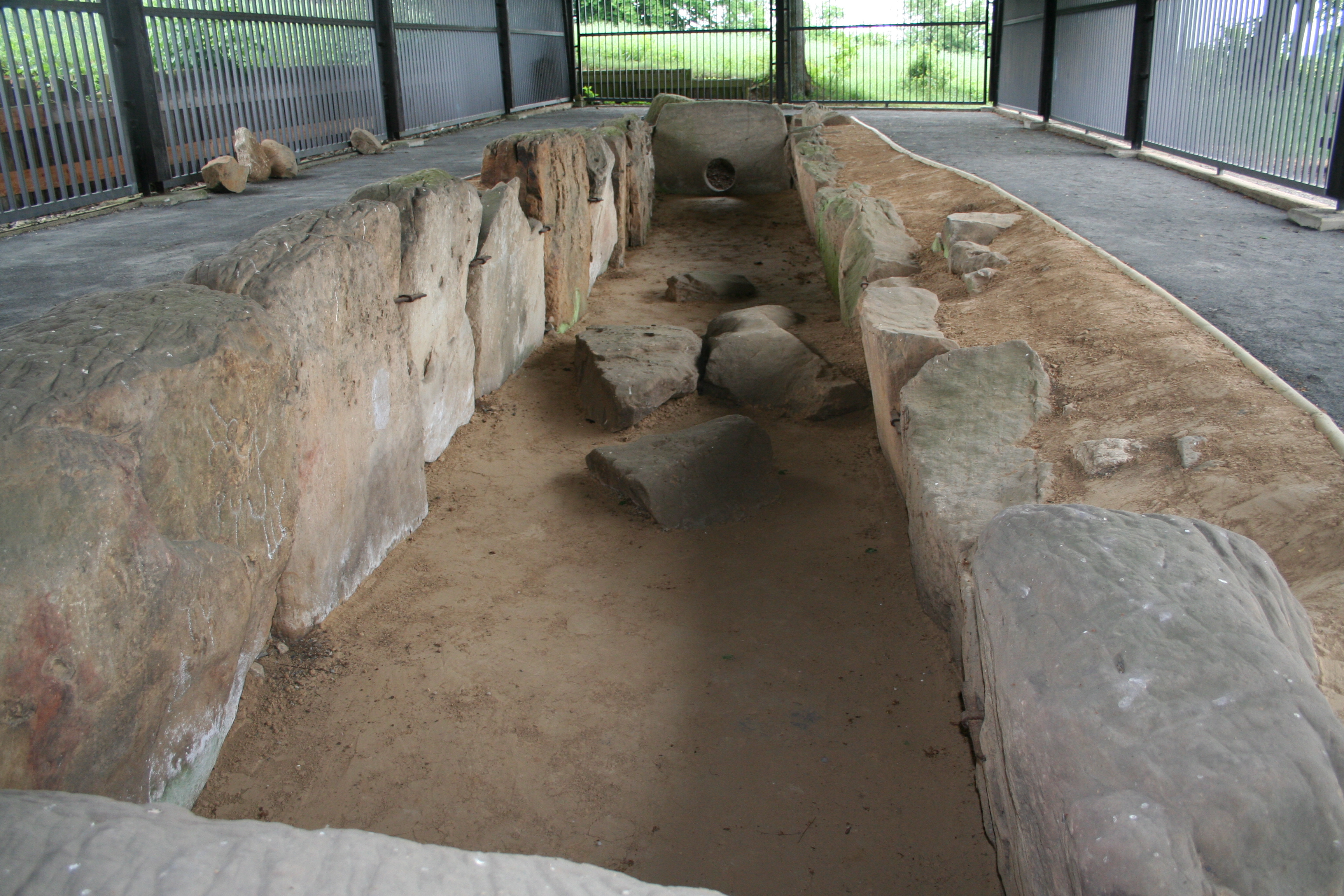
Het Galerijgraf van Züschen wordt toegekend aan de Wartberg-Kultur

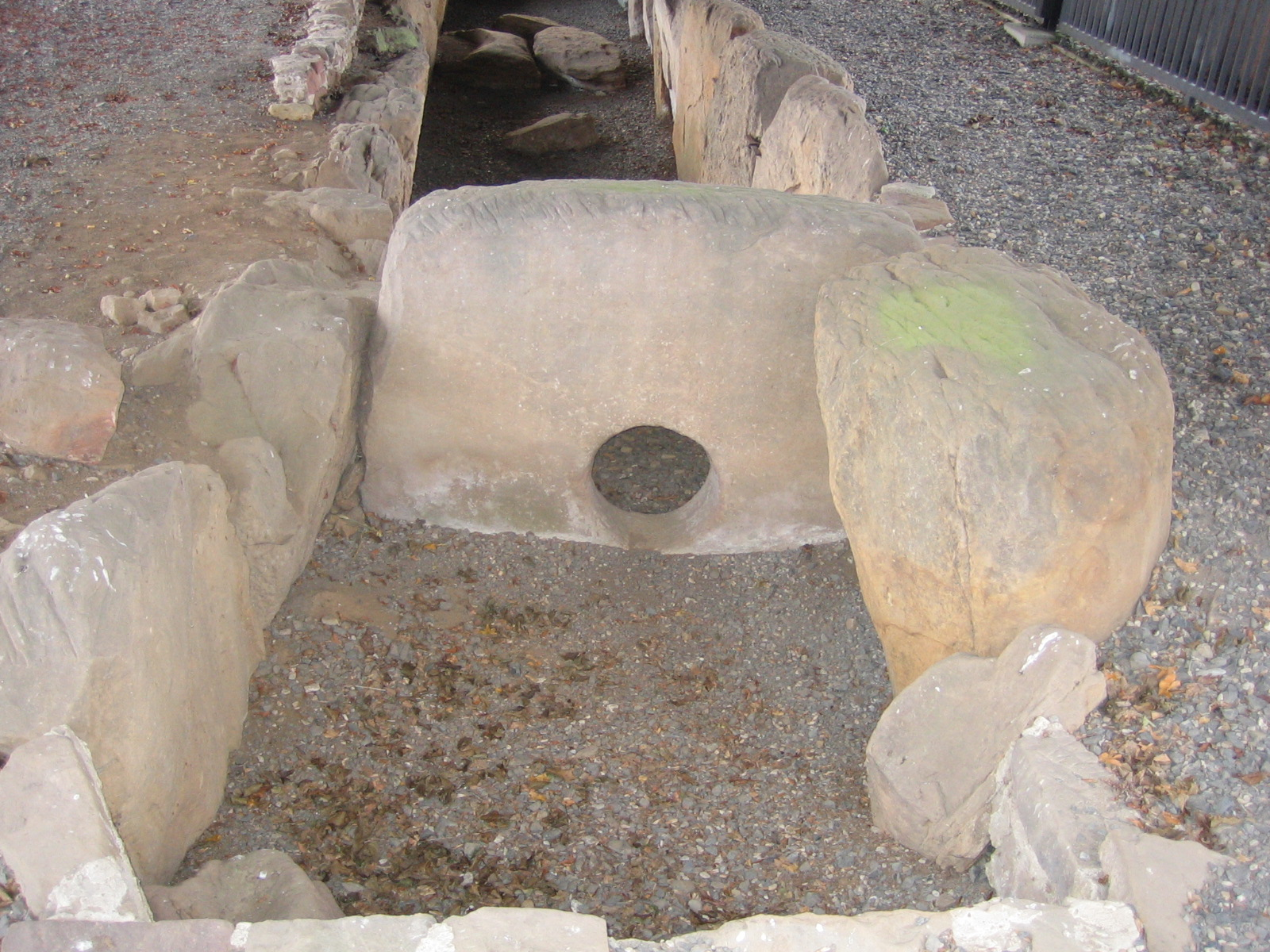
Een Seelenloch

Een galerijgraf (Duits: Galeriegrab) is een megalithisch bouwwerk. Het is een type hunebed dat voorkomt in Duitsland.
Van de Westfaalse Bocht tot aan het gebied van Züschen liggen ongeveer 30 exemplaren, ook wel aangeduid als hessisch-westfälische Steinkiste (Hessisch-Westfaalse steenkisten). Ook in Nedersaksen komt dit type dolmen voor, deze worden ook wel aangeduid als Mitteldeutsche Kammer of Kammergräber.
De bouwwerken worden toegeschreven aan de Trechterbekercultuur en de Wartbergcultuur.
De hessisch-westfälische Steinkiste zijn collectieve graven en zijn verdeeld in twee types:
- type Züschen, deze bouwwerken zijn zo'n 4,5-24 meter lang en hebben soms een Seelenloch
- type Rimbeck is zo'n 12-35 m lang, gemiddeld aanzienlijk langer dan het type Züschen. Bijvoorbeeld Atteln II, Beckum-Dalmer, Lippborg, Rimbeck en Warburg III.

Het Galeriegrab heeft overeenkomsten met de allée couverte uit Frankrijk en België en de wedge tomb uit Ierland.